# Mercado Municipal de Niterói
Mercado Municipal de Niterói é o antigo edifício de arquitetura eclética com traços de art decó e neoclássica na Avenida Feliciano Sodré, entre a Rua Presidente Castelo Branco e a Avenida Washington Luiz, Centro de Niterói, próximo ao Porto de Niterói, construído entre 1927 e 1930, que abrigou o referido mercado, até ser desativado em 1976. A partir da década de 1980 o imóvel passou a abrigar o Depósito Público Estadual. O imóvel compõe o conjunto arquitetônico da região portuária de Niterói, erguida durante o período histórico chamado de Renascença Fluminense.
Em 2011, a Prefeitura Municipal em parceira com o Governo do Estado iniciaram obras de restauração e adaptação para convertê-lo em um pólo de gastronomia e moda, mas também com características semelhantes aos mercados públicos turísticos como o de Mercado Municipal de São Paulo. Não confundir o Mercado Municipal de Niterói com o Mercado São Pedro, também na mesma cidade, porém um mercado especializado em peixes e fruto-do-mar.

## História

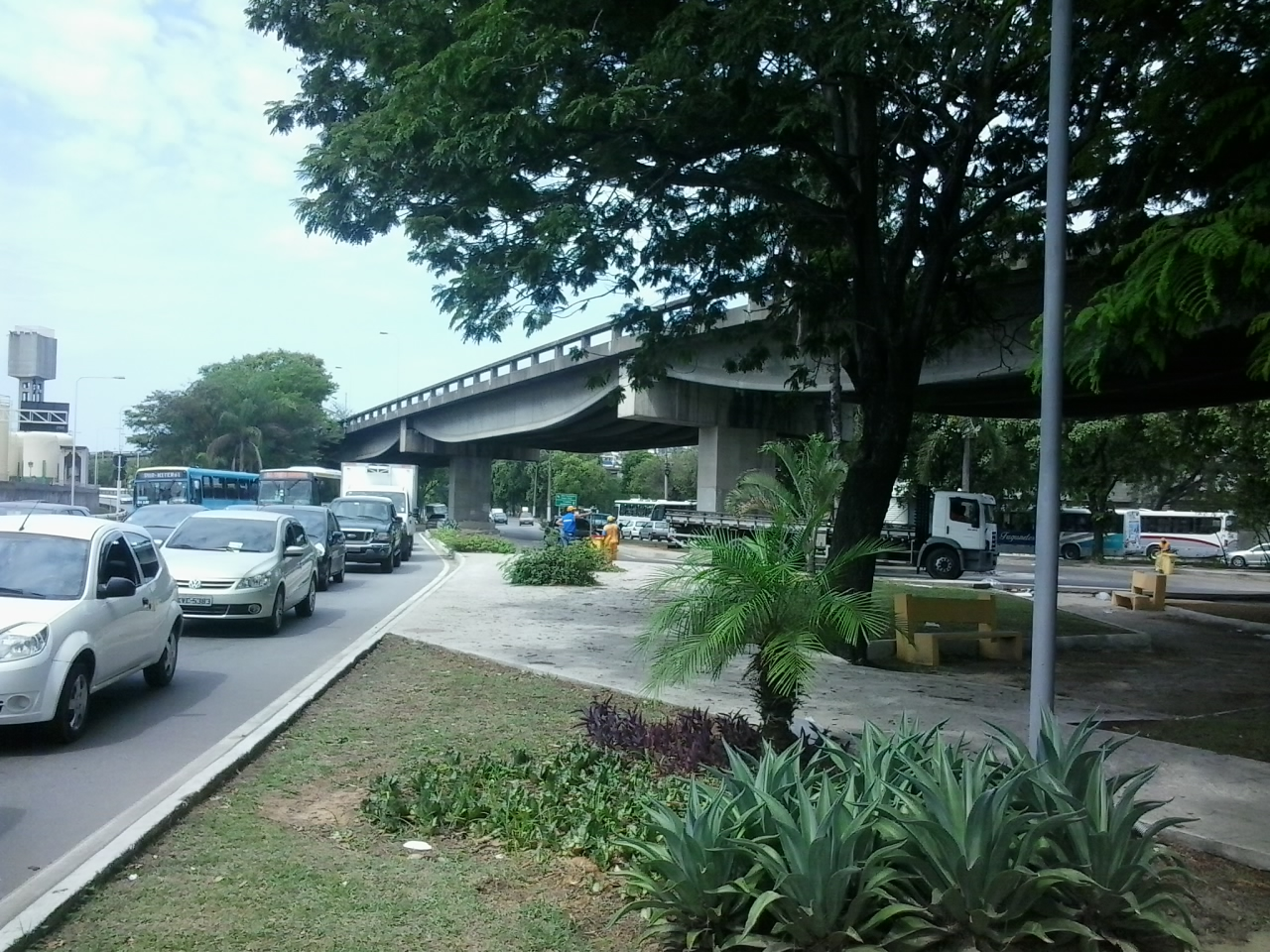
Praça Renascença Fluminense

O primeiro mercado público de Niterói era originalmente localizado no Largo do Mercado, atual Praça Arariboia, sendo seu feirantes expulsos pela prefeitura em 1889 para transformar o edifício em estação das barcas. Os feirantes se transferiram para o mercado de peixes e frutos-do-mar à beira-mar, na Rua da Praia (atual Avenida Visconde do Rio Branco) em frente a Rua São Pedro, antecessor do atual Mercado São Pedro. O mercado em condições precárias e em palafitas sempre foi alvo de críticas.
A década de 1910 a prefeitura elaborou a proposta de construir um mercado público municipal. Em 1911, o Porto de Niterói começa a ser idealizado entre a Ponta D`Areia e o Porto do Méier, região da Enseada de São Lourenço (ou Mangue de São Lourenço). Com a finalização do aterro da Enseada de São Lourenço, para construção do Porto de Niterói, em 1927, seu entorno foi erguido uma série de grandes edifícios públicos no aterrado, sendo o Mercado Municipal de Niterói inaugurado em 1930. Na área do aterrado da Enseada de São Lourenço, atual região portuária de Niterói, também funcionam ou já funcionaram diversos órgãos públicos, o Detran, o Tribunal de Contas do Estado, uma Policlínica e a garagem da EMOP.

## Reforma e pólo de moda e gastronomia

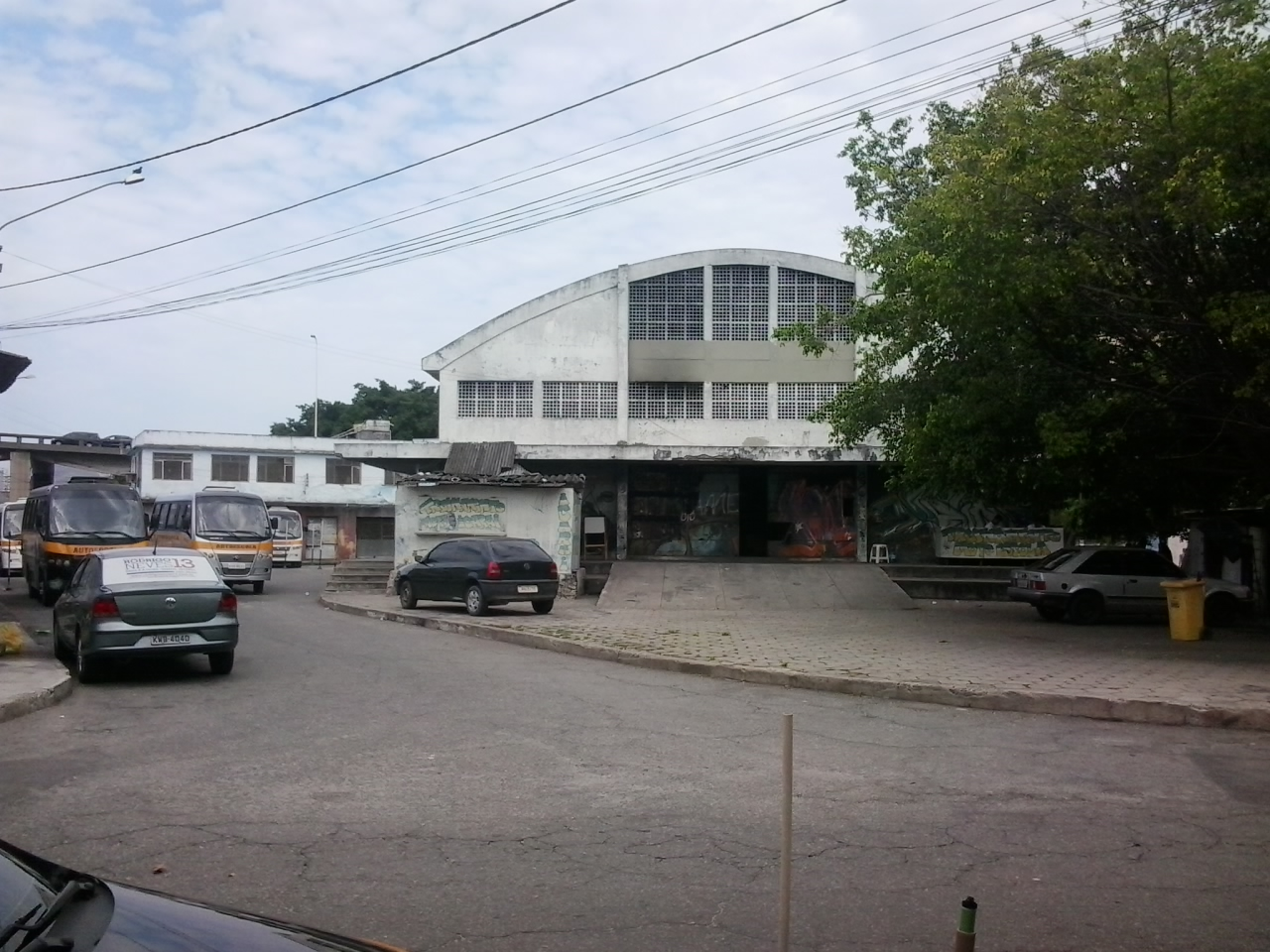
Antigo entreposto de pesca.

A prefeitura agora quer que o antigo prédio se torne um pólo de moda e gastronomia, alteração solicitada ao estado. O Mercado Municipal de São Paulo como inspiração, para criar ali um espaço que reúna restaurantes e boxes para a venda de produtos. Além disso, é possível que tenha também boxes para vendas de produtos, como flores e frutas.
A prefeitura ainda pretende construir uma estação do sistema de BRT - Bus Rapid Transit da cidade em frente ao mercado e batizá-lo com o mesmo nome.
O Novo Mercado Municipal de Niterói foi reinaugurado em 2023, contando com mais de 150 unidades comerciais incluindo restaurantes, bares e outras lojas variadas (vinhos, queijos, hortifrutigranjeiro, etc.), e funcionando todos os dias da semana das 9h às 23h.